# Gare de Pontefract Monkhill
La gare de Pontefract Monkhill est une gare ferroviaire du Royaume-Uni, située dans la ville de Pontefract, Yorkshire de l'Ouest en Angleterre. 
Les services à partir de Pontefract Monkhill sont opérés par Northern Rail.